# اتم‌فلوت
روساتوم فلوت (روسی: ФГУП «Атомфлот») شرکت کشتیرانی روسی است.